# Kip piripiri

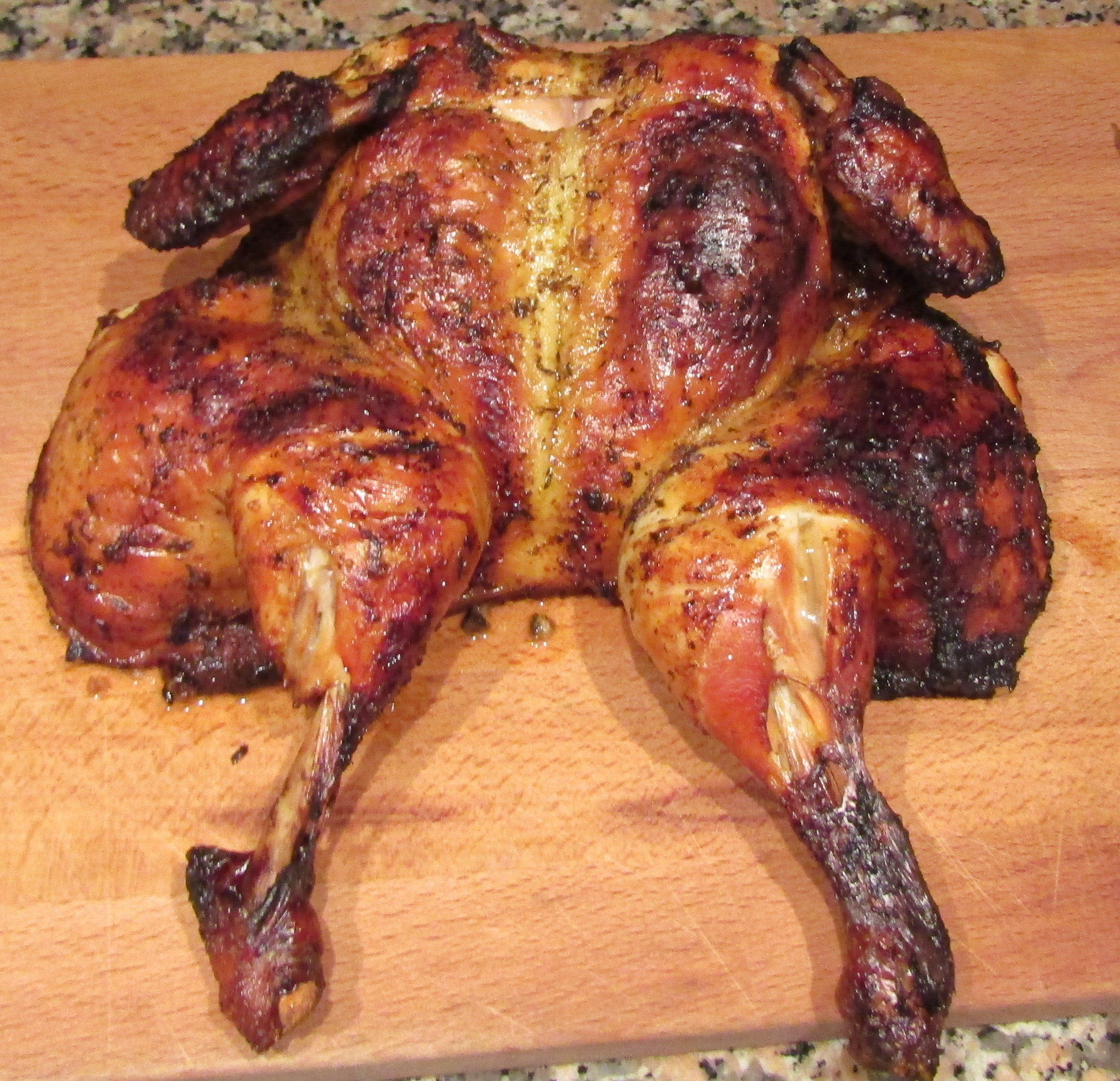
Gevlinderde Kip Piripiri

Kip Piripiri of Kip Piri-piri is een recept op basis van kip. Het geldt tegenwoordig als een Portugees recept, maar komt vermoedelijk oorspronkelijk uit Angola of Mozambique.
Het recept ontleent zijn naam aan de piripiri, de peper die het zijn pittige smaak geeft. De kip wordt eerst gemarineerd met een saus van piripiri pepers en daarna gegrild.